# Capacho Viejo
Capacho Viejo – miasto w Wenezueli, położone w Andach w stanie Táchira, tuż przy granicy z Kolumbią. Założone zostało w 1602 roku.

## Demografia
Miasto według spisu powszechnego 21 października 2001 roku liczyło 11 286, 30 października 2011 ludność Capacho Viejo wynosiła 13 551.